# 20 Super Sucessos (álbum de Banda Calypso)
20 Super Sucessos é uma série que consiste de coletâneas de vários artistas lançadas pela Polydisc. A coletânea com as 20 canções de sucesso da banda musical brasileira Banda Calypso até então foi lançada em 4 de janeiro de 2005 e reúne hits de seus três primeiros álbuns: Banda Calypso, Ao Vivo e O Ritmo Que Conquistou o Brasil!.

## Desempenho comercial
Na semana de 2 a 8 de novembro de 2005, 20 Super Sucessos fez sua primeira aparição entre os álbuns mais vendidos no Brasil no ranking da revista Época, estando na posição de número 19. Na semana seguinte, subiu para a posição de número 17, se tornando seu pico e sendo sua última aparição na lista. O álbum vendeu cerca de 400 mil cópias.

## Lista de faixas
| N.º            | Título                                                      | Compositor(es)               | Duração |  |
| 1.             | "Príncipe Encantado"                                        | Marquinhos Maraial Beto Caju | 3:46    |  |
| 2.             | "Chamo por Você"                                            | Alberto Moreno               | 3:42    |  |
| 3.             | "Me Telefona"                                               | Márcio Fly                   | 3:19    |  |
| 4.             | "Love You Mon Amour"                                        | Tonny Brasil                 | 3:56    |  |
| 5.             | "Fórmula Mágica"                                            | Tonny Brasil                 | 3:48    |  |
| 6.             | "Desfaz as Malas"                                           | Brizola                      | 3:00    |  |
| 7.             | "Estrela Dourada"                                           | Marquinhos Maraial Beto Caju | 4:01    |  |
| 8.             | "Odalisca"                                                  | Edílson Moreno               | 3:11    |  |
| 9.             | "Como uma Virgem"                                           | Chrystian Lima Ivo Lima      | 4:09    |  |
| 10.            | "Senhorita"                                                 | Ximbinha Nilk Oliveira       | 4:09    |  |
| 11.            | "Solidão"                                                   | Tonny Brasil Tarcísio França | 3:17    |  |
| 12.            | "Amor nas Estrelas"                                         | Edílson Moreno               | 3:35    |  |
| 13.            | "Dois Corações"                                             | Tonny Brasil                 | 3:06    |  |
| 14.            | "Disse Adeus"                                               | Ximbinha Tonny Brasil        | 3:43    |  |
| 15.            | "Sem Você"                                                  | Ximbinha Tonny Brasil        | 2:40    |  |
| 16.            | "Zouk Love"                                                 | Beto Barbosa                 | 3:32    |  |
| 17.            | "Pot-pourri de Carimbó: Tia Mariquinha / Vai Buscar a Flor" | Kim Marques                  | 3:50    |  |
| 18.            | "Só Vai Dar Eu e Você"                                      | Beto Barbosa                 | 3:05    |  |
| 19.            | "Dudu"                                                      | Tonny Brasil                 | 3:58    |  |
| 20.            | "Cúmbia do Amor"                                            | Tonny Brasil                 | 3:54    |  |
| Duração total: | Duração total:                                              | Duração total:               | 1:11:23 |  |